# Elisabeth Bocock
Elisabeth Bocock (9 marzo 2005) è una sciatrice alpina statunitense.

## Biografia
Sciatrice polivalente originaria di Salt Lake City, è sorella di Mary, a sua volta sciatrice alpina; in Nor-Am Cup la Bocock ha esordito il 18 novembre 2021 a Copper Mountain in slalom gigante, senza completare la prova, e ha conquistato il primo podio il 5 marzo 2023 a Stratton nella medesima specialità (3ª). Ha debuttato in Coppa del Mondo il 28 ottobre 2023 a Sölden in slalom gigante, senza completare la prova; ai Mondiali juniores di Alta Savoia 2024 ha conquistato la medaglia di bronzo nella gara a squadre. Il 27 gennaio 2025 ha ottenuto a Lake Louise in slalom gigante la prima vittoria in Nor-Am Cup e ai successivi Mondiali juniores di Tarvisio 2025 ha vinto la medaglia di bronzo nello slalom gigante e nella gara a squadre; non ha preso parte a rassegne olimpiche o iridate.

## Palmarès

### Mondiali juniores
- 3 medaglie:
  - 3 bronzi (gara a squadre ad Alta Savoia 2024; slalom gigante, gara a squadre a Tarvisio 2025)

### Coppa del Mondo
- Miglior piazzamento in classifica generale: 86ª nel 2025

### Nor-Am Cup
- Miglior piazzamento in classifica generale: 2ª nel 2025
- Vincitrice della classifica di slalom gigante nel 2025
- 11 podi:
  - 5 vittorie
  - 4 secondi posti
  - 2 terzi posti

#### Nor-Am Cup - vittorie
| Data            | Località       | Paese       | Specialità |
| --------------- | -------------- | ----------- | ---------- |
| 27 gennaio 2025 | Lake Louise    | Canada      | GS         |
| 28 gennaio 2025 | Lake Louise    | Canada      | GS         |
| 18 marzo 2025   | Burke Mountain | Stati Uniti | SL         |
| 18 marzo 2025   | Burke Mountain | Stati Uniti | SL         |
| 19 marzo 2025   | Burke Mountain | Stati Uniti | GS         |

Legenda:

GS = slalom gigante

SL = slalom speciale

### Campionati statunitensi
- 5 medaglie:
  - 2 oro (supergigante nel 2024, slalom gigante nel 2025)
  - 1 argento (slalom gigante nel 2024)
  - 2 bronzi (slalom speciale nel 2024; supergigante nel 2025)